# Egypt na Letních olympijských hrách 2004
Egypt se účastnil Letní olympiády 2004 ve 17 sportech. Zastupovalo jej 97 sportovců (81 mužů a 16 žen).

## Medailové pozice
| Medaile | Jméno           | Sport     | Disciplína                   |
| ------- | --------------- | --------- | ---------------------------- |
| Zlato   | Karam Gaber     | Zápas     | Muži řecko-římský do 96 kg   |
| Stříbro | Mohamed Aly     | Box       | muži váha supertěžká +91 kg  |
| Bronz   | Mohamed Elsayed | Box       | muži váha těžká do 91 kg     |
| Bronz   | Ahmed Ismail    | Box       | muži váha polotěžká do 81 kg |
| Bronz   | Tamer Bayoumi   | Taekwondo | muži muší váha do 58 kg      |